# Manchester United F.C. mùa bóng 1982–83
Mùa giải 1982–83 là mùa giải thứ 81 của Manchester United trong bóng đá Anh, và là mùa giải thứ 8 liên tiếp của họ ở giải đấu hàng đầu của bóng đá Anh kết thúc mùa giải thứ ba tại giải đấu và giành FA Cup lần thứ năm trong lịch sử, đánh bại Brighton đã xuống hạng 4–0 trong trận đá lại sau khi hòa trận đầu tiên với tỷ số 2–2. Đó là mùa giải đột phá của tiền đạo tuổi teen Norman Whiteside, người thường xuyên chơi ở đội một và ghi 14 bàn trên mọi đấu trường, trong đó có một bàn trong trận đá lại chung kết FA Cup.
Atkinson cũng đã thêm cầu thủ chạy cánh Hà Lan Arnold Muhren vào hàng ngũ của câu lạc bộ theo dạng chuyển nhượng tự do từ Ipswich Town trước khi bắt đầu mùa giải, và bản hợp đồng mới là một thành công, trở thành cầu thủ chạy cánh trái thường xuyên của United và ghi một quả phạt đền trong trận đấu lại chung kết FA Cup.
Đó cũng là mùa giải tốt thứ hai tại United đối với Frank Stapleton, cầu thủ ghi nhiều bàn nhất của câu lạc bộ với 14 bàn thắng trong giải đấu và 19 bàn thắng trên mọi đấu trường.
United lần đầu tiên lọt vào chung kết Cúp Liên đoàn, nhưng để thua 2-1 trước Liverpool.

## First Division
| Ngày                 | Đối thủ                | Sân nhà/khách | Tỉ số F–A | Cầu thủ ghi bàn                       | Số lượng khán giả |
| -------------------- | ---------------------- | ------------- | --------- | ------------------------------------- | ----------------- |
| 28 tháng 8 năm 1982  | Birmingham City        | H             | 3–0       | Coppell, Moran, Stapleton             | 48,673            |
| 1 tháng 9 năm 1982   | Nottingham Forest      | A             | 3–0       | Wilkins, Whiteside, Robson            | 23,956            |
| 4 tháng 9 năm 1982   | West Bromwich Albion   | A             | 1–3       | Robson                                | 24,928            |
| 8 tháng 9 năm 1982   | Everton                | H             | 2–1       | Robson, Whiteside                     | 43,186            |
| 11 tháng 9 năm 1982  | Ipswich Town           | H             | 3–1       | Whiteside (2), Coppell                | 43,140            |
| 18 tháng 9 năm 1982  | Southampton            | A             | 1–0       | Macari                                | 21,700            |
| 25 tháng 9 năm 1982  | Arsenal                | H             | 0–0       |                                       | 43,198            |
| 2 tháng 10 năm 1982  | Luton Town             | A             | 1–1       | Grimes                                | 17,009            |
| 9 tháng 10 năm 1982  | Stoke City             | H             | 1–0       | Robson                                | 43,132            |
| 16 tháng 10 năm 1982 | Liverpool              | A             | 0–0       |                                       | 40,853            |
| 23 tháng 10 năm 1982 | Manchester City        | H             | 2–2       | Stapleton (2)                         | 57,334            |
| 30 tháng 10 năm 1982 | West Ham United        | A             | 1–3       | Moran                                 | 31,684            |
| 6 tháng 11 năm 1982  | Brighton & Hove Albion | A             | 0–1       |                                       | 18,379            |
| 13 tháng 11 năm 1982 | Tottenham Hotspur      | H             | 1–0       | Mühren                                | 47,869            |
| 20 tháng 11 năm 1982 | Aston Villa            | A             | 1–2       | Stapleton                             | 35,487            |
| 27 tháng 11 năm 1982 | Norwich City           | H             | 3–0       | Robson (2), Mühren                    | 34,579            |
| 4 tháng 12 năm 1982  | Watford                | A             | 1–0       | Whiteside                             | 25,669            |
| 11 tháng 12 năm 1982 | Notts County           | H             | 4–0       | Whiteside, Stapleton, Robson, Duxbury | 33,618            |
| 18 tháng 12 năm 1982 | Swansea City           | A             | 0–0       |                                       | 15,748            |
| 27 tháng 12 năm 1982 | Sunderland             | H             | 0–0       |                                       | 47,783            |
| 28 tháng 12 năm 1982 | Coventry City          | A             | 0–3       |                                       | 18,945            |
| 1 tháng 1 năm 1983   | Aston Villa            | H             | 3–1       | Stapleton (2), Coppell                | 41,545            |
| 3 tháng 1 năm 1983   | West Bromwich Albion   | H             | 0–0       |                                       | 39,123            |
| 15 tháng 1 năm 1983  | Birmingham City        | A             | 2–1       | Whiteside, Robson                     | 19,333            |
| 22 tháng 1 năm 1983  | Nottingham Forest      | H             | 2–0       | Coppell (pen.), Mühren                | 38,615            |
| 5 tháng 2 năm 1983   | Ipswich Town           | A             | 1–1       | Stapleton                             | 23,804            |
| 26 tháng 2 năm 1983  | Liverpool              | H             | 1–1       | Mühren                                | 57,397            |
| 2 tháng 3 năm 1983   | Stoke City             | A             | 0–1       |                                       | 21,266            |
| 5 tháng 3 năm 1983   | Manchester City        | A             | 2–1       | Stapleton (2)                         | 45,400            |
| 19 tháng 3 năm 1983  | Brighton & Hove Albion | H             | 1–1       | Albiston                              | 36,264            |
| 22 tháng 3 năm 1983  | West Ham United        | H             | 2–1       | McGarvey, Stapleton                   | 30,227            |
| 2 tháng 4 năm 1983   | Coventry City          | H             | 3–0       | Stapleton, Gillespie (o.g.), Macari   | 36,814            |
| 4 tháng 4 năm 1983   | Sunderland             | A             | 0–0       |                                       | 31,486            |
| 9 tháng 4 năm 1983   | Southampton            | H             | 1–1       | Robson                                | 37,120            |
| 19 tháng 4 năm 1983  | Everton                | A             | 0–2       |                                       | 21,715            |
| 23 tháng 4 năm 1983  | Watford                | H             | 2–0       | Cunningham, Grimes (pen.)             | 43,048            |
| 30 tháng 4 năm 1983  | Norwich City           | A             | 1–1       | Whiteside                             | 22,233            |
| 2 tháng 5 năm 1983   | Arsenal                | A             | 0–3       |                                       | 23,602            |
| 7 tháng 5 năm 1983   | Swansea City           | H             | 2–1       | Robson, Stapleton                     | 35,724            |
| 9 tháng 5 năm 1983   | Luton Town             | H             | 3–0       | McGrath (2), Stapleton                | 34,213            |
| 11 tháng 5 năm 1983  | Tottenham Hotspur      | A             | 0–2       |                                       | 32,803            |
| 14 tháng 5 năm 1983  | Notts County           | A             | 2–3       | McGrath, Mühren                       | 14,395            |

1982–83 Football League

## FA Cup
| Ngày                | Vòng             | Đối thủ                | Sân nhà/khách | Tỉ số F–A | Cầu thủ ghi bàn                      | Số lượng khán giả |
| ------------------- | ---------------- | ---------------------- | ------------- | --------- | ------------------------------------ | ----------------- |
| 8 tháng 1 năm 1983  | Vòng 3           | West Ham United        | H             | 2–0       | Coppell, Stapleton                   | 44,143            |
| 29 tháng 1 năm 1983 | Vòng 4           | Luton Town             | A             | 2–0       | Moran, Moses                         | 20,516            |
| 19 tháng 2 năm 1983 | Vòng 5           | Derby County           | A             | 1–0       | Whiteside                            | 33,022            |
| 12 tháng 3 năm 1983 | Vòng 6           | Everton                | H             | 1–0       | Stapleton                            | 58,198            |
| 16 tháng 4 năm 1983 | Bán kết          | Arsenal                | N             | 2–1       | Robson, Whiteside                    | 46,535            |
| 21 tháng 5 năm 1983 | Chung kết        | Brighton & Hove Albion | N             | 2–2       | Stapleton, Wilkins                   | 100,000           |
| 26 tháng 5 năm 1983 | Chung kết Replay | Brighton & Hove Albion | N             | 4–0       | Robson (2), Whiteside, Mühren (pen.) | 92,000            |

## League Cup
| Ngày                 | Vòng               | Đối thủ           | Sân nhà/khách | Tỉ số F–A | Cầu thủ ghi bàn                   | Số lượng khán giả |
| -------------------- | ------------------ | ----------------- | ------------- | --------- | --------------------------------- | ----------------- |
| 6 tháng 10 năm 1982  | Vòng 2 First leg   | Bournemouth       | H             | 2–0       | Redknapp (o.g.), Stapleton        | 22,091            |
| 26 tháng 10 năm 1982 | Vòng 2 Second leg  | Bournemouth       | A             | 2–2       | Coppell (pen.), Mühren            | 13,226            |
| 10 tháng 11 năm 1982 | Vòng 3             | Bradford City     | A             | 0–0       |                                   | 15,568            |
| 24 tháng 11 năm 1982 | Vòng 3 Replay      | Bradford City     | H             | 4–1       | Albiston, Coppell, Moran, Moses   | 24,507            |
| 1 tháng 12 năm 1982  | Vòng 4             | Southampton       | H             | 2–0       | McQueen, Whiteside                | 28,378            |
| 19 tháng 1 năm 1983  | Vòng 5             | Nottingham Forest | H             | 4–0       | McQueen (2), Coppell, Robson      | 44,413            |
| 15 tháng 2 năm 1983  | Bán kết First leg  | Arsenal           | A             | 4–2       | Whiteside, Stapleton, Coppell (2) | 43,136            |
| 23 tháng 2 năm 1983  | Bán kết Second leg | Arsenal           | H             | 2–1       | Coppell, Moran                    | 56,635            |
| 26 tháng 3 năm 1983  | Chung kết          | Liverpool         | N             | 1–2       | Whiteside                         | 100,000           |

## UEFA Cup
| Ngày                | Vòng              | Đối thủ  | Sân nhà/khách | Tỉ số F–A | Cầu thủ ghi bàn | Số lượng khán giả |
| ------------------- | ----------------- | -------- | ------------- | --------- | --------------- | ----------------- |
| 15 tháng 9 năm 1982 | Vòng 1 First leg  | Valencia | H             | 0–0       |                 | 46,588            |
| 29 tháng 9 năm 1982 | Vòng 1 Second leg | Valencia | A             | 1–2       | Robson          | 35,000            |

## Thống kê đội hình
| Vị trí | Name              | League | League | FA Cup | FA Cup | League Cup | League Cup | UEFA Cup | UEFA Cup | Tổng cộng | Tổng cộng |
| Vị trí | Name              | Trận   | Bàn    | Trận   | Bàn    | Trận       | Bàn        | Trận     | Bàn      | Trận      | Bàn       |
| ------ | ----------------- | ------ | ------ | ------ | ------ | ---------- | ---------- | -------- | -------- | --------- | --------- |
| GK     | Gary Bailey       | 37     | 0      | 7      | 0      | 9          | 0          | 2        | 0        | 55        | 0         |
| GK     | Jeff Wealands     | 5      | 0      | 0      | 0      | 0          | 0          | 0        | 0        | 5         | 0         |
| DF     | Arthur Albiston   | 38     | 1      | 7      | 0      | 9          | 1          | 2        | 0        | 56        | 2         |
| DF     | Martin Buchan     | 3      | 0      | 0      | 0      | 1          | 0          | 2        | 0        | 6         | 0         |
| DF     | Mike Duxbury      | 42     | 1      | 7      | 0      | 9          | 0          | 2        | 0        | 60        | 1         |
| DF     | John Gidman       | 3      | 0      | 0      | 0      | 0          | 0          | 0        | 0        | 3         | 0         |
| DF     | Paul McGrath      | 14     | 3      | 0(1)   | 0      | 1          | 0          | 0        | 0        | 15(1)     | 3         |
| DF     | Gordon McQueen    | 37     | 0      | 7      | 0      | 8          | 3          | 1        | 0        | 53        | 3         |
| DF     | Kevin Moran       | 29     | 2      | 7      | 1      | 7          | 2          | 1        | 0        | 44        | 5         |
| MF     | Steve Coppell     | 29     | 4      | 4      | 1      | 8          | 6          | 1(1)     | 0        | 42(1)     | 11        |
| MF     | Laurie Cunningham | 3(2)   | 1      | 0      | 0      | 0          | 0          | 0        | 0        | 3(2)      | 1         |
| MF     | Alan Davies       | 2(1)   | 0      | 2      | 0      | 0          | 0          | 0        | 0        | 4(1)      | 0         |
| MF     | Ashley Grimes     | 15(1)  | 2      | 1      | 0      | 2          | 0          | 2        | 0        | 20(1)     | 2         |
| MF     | Remi Moses        | 29     | 0      | 5      | 1      | 8          | 1          | 1        | 0        | 43        | 2         |
| MF     | Arnold Mühren     | 32     | 5      | 6      | 1      | 8          | 1          | 0        | 0        | 46        | 7         |
| MF     | Bryan Robson      | 33     | 10     | 6      | 3      | 8          | 1          | 2        | 1        | 49        | 15        |
| MF     | Ray Wilkins       | 26     | 1      | 4      | 1      | 3(1)       | 0          | 2        | 0        | 35(1)     | 2         |
| FW     | Peter Beardsley   | 0      | 0      | 0      | 0      | 1          | 0          | 0        | 0        | 1         | 0         |
| FW     | Lou Macari        | 2(7)   | 2      | 0(1)   | 0      | 1(2)       | 0          | 0(1)     | 0        | 3(11)     | 2         |
| FW     | Scott McGarvey    | 3(4)   | 1      | 0      | 0      | 0          | 0          | 0        | 0        | 3(4)      | 1         |
| FW     | Frank Stapleton   | 41     | 14     | 7      | 3      | 9          | 2          | 2        | 0        | 59        | 19        |
| FW     | Norman Whiteside  | 39     | 8      | 7      | 3      | 7(2)       | 3          | 2        | 0        | 55(2)     | 14        |